# Philip Barth
Philip Barth (Rosenheim, 10 de marzo de 1976) es un deportista alemán que compitió en vela en la clase 49er.
Ganó una medalla de plata en el Campeonato Mundial de 49er de 2000, y dos medallas de oro en el Campeonato Europeo de 49er, en los años 1997 y 1999. Participó en los Juegos Olímpicos de Sídney 2000, ocupando el quinto lugar en la clase 49er.

## Palmarés internacional
| \| Campeonato Mundial \| Campeonato Mundial \| Campeonato Mundial \| Campeonato Mundial \| \| Año \| Lugar \| Medalla \| Clase \| \| ------------------ \| ---------------------- \| ------------------ \| ------------------ \| \| 2000 \| Guaymas (México) \| Medalla de plata \| 49er \| \| Campeonato Europeo \| \| \| \| \| Año \| Lugar \| Medalla \| Clase \| \| 1997 \| Weymouth (Reino Unido) \| Medalla de oro \| 49er \| \| 1999 \| Cascaes (Portugal) \| Medalla de oro \| 49er \| |                        |                  |       |
| Campeonato Mundial |                        |                  |       |
| Año | Lugar                  | Medalla          | Clase |
| 2000 | Guaymas (México)       | Medalla de plata | 49er  |
| Campeonato Europeo |                        |                  |       |
| Año | Lugar                  | Medalla          | Clase |
| 1997 | Weymouth (Reino Unido) | Medalla de oro   | 49er  |
| 1999 | Cascaes (Portugal)     | Medalla de oro   | 49er  |